# Rudolf Chotek von Chotkow (Kammerherr)

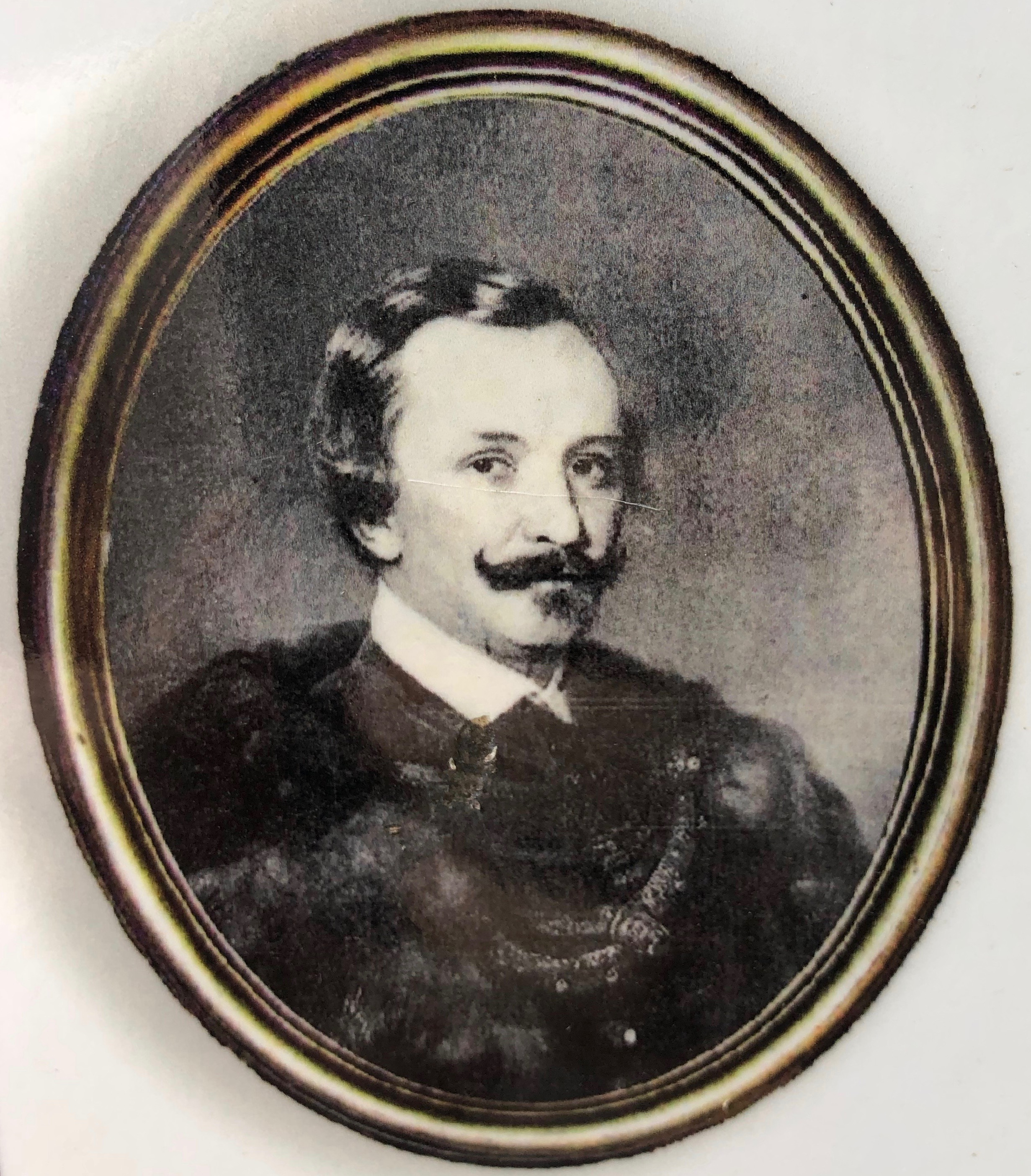
Rudolf Chotek (1822–1902)

Rudolf Chotek Graf von Chotkow (* 12. Februar 1822 in Mailand, Kaisertum Österreich; † 3. Dezember 1903 in Futtak, Komitat Bács-Bodrog, Königreich Ungarn) war ein Adeliger, kaiserlich-königlicher  Kämmerer und Großgrundbesitzer.

## Leben
Rudolf Chotek von Chotkow wurde als zweiter Sohn von Hermann Graf Chotek (* 28. Juni 1786 in Wien; † 25. April 1822 in Mailand) und dessen Ehefrau Gräfin Henrietta geb. Brunsvik de Korompa (* 12. Oktober 1789 in Ofen; † 27. Januar 1857 in Wien) geboren.
Ursprünglich war Rudolf für eine politische Karriere vorbestimmt. Deshalb besuchte er zuerst die Grundschule in Tyrnau und das Gymnasium in Preßburg. Danach studierte er an der Universität in Budapest, wo er mit bedeutenden Persönlichkeiten des damaligen öffentlichen Lebens in Berührung kam (z. B. Gyula Andrássy). Seine Interessen lagen jedoch auf dem Gebiet der Landwirtschaft und Bewirtschaftung der eigenen Güter in Unterkrupa und Futtak. Im Jahre 1853 wurde er gemeinsam mit seinem älteren Bruder Otto Ferdinand (* 1816, † 1889) Majoratsherr der 'Brunsvik-Chotek'-schen Güter in Unterkrupa. Als Großgrundbesitzer in den Komitaten Preßburg und Bács-Bodrog war Rudolf Chotek erbliches Mitglied des Oberhauses im Ungarischen Reichstag, an dessen Sitzungen er ab 1848 regelmäßig teilnahm. Im Jahre 1861 wurde er zum kaiserlich-königlichen Kämmerer des Wiener Hofes ernannt. Zeitlebens beschäftigte er sich mit Landwirtschaft und war bemüht seine Güter nach den modernsten Errungenschaften der Landwirtschaft zu bewirtschaften. Er führte auf seinen Gütern zahlreiche Neuzüchtungen ein. Auf seinen Gut in Unterkrupa besaß er einen Weinberg und eine Obstplantage mit 8 000 Bäumen.
Am 26. Juni 1862 heiratete er Maria Antonia Eleonore Hedwig von Khevenhüller-Metsch (* 17. Oktober 1838 in Kammerburg, Königreich Böhmen; † 31. Oktober 1892 in Wien, Österreich-Ungarn). Aus der Ehe gingen vier Kinder hervor:
- Henrieta Hermina Rudolfina Ferdinanda Marie Antonie Anna, * 24. November 1863 in Unterkrupa; † 13. Februar 1946 ebd.
- Anna * 15. Juli 1865 in Unterkrupa; † ca. 1882
- Gabriela, * 11. März 1868 in Unterkrupa; † 18. Dezember 1933 ebd.; ⚭ in Unterkrupa am  15. April 1896 mit Graf Maria Franz von Schönborn (* 4. August 1870 in Malesice; † 17. September 1942 auf Burg Schleinitz)
- Rudolf Otto Hermann Josef Maria, * 17. April 1870 in Unterkrupa; † 10. Oktober 1921 ebd.; ⚭ in Budapest am  25. September 1895 mit Irma Marie Gräfin Ráday de Ráda (* 2. März 1871 in Iklada; † 18. September 1945 in Aspang a.W.)

Rudolf Chotek war auch publizistisch tätig, da er ein leidenschaftlicher Jäger war, beschäftigt sich ein Großteil seiner Publikationen mit der Jagd, die er überwiegend in Jagdzeitschriften veröffentlichte:

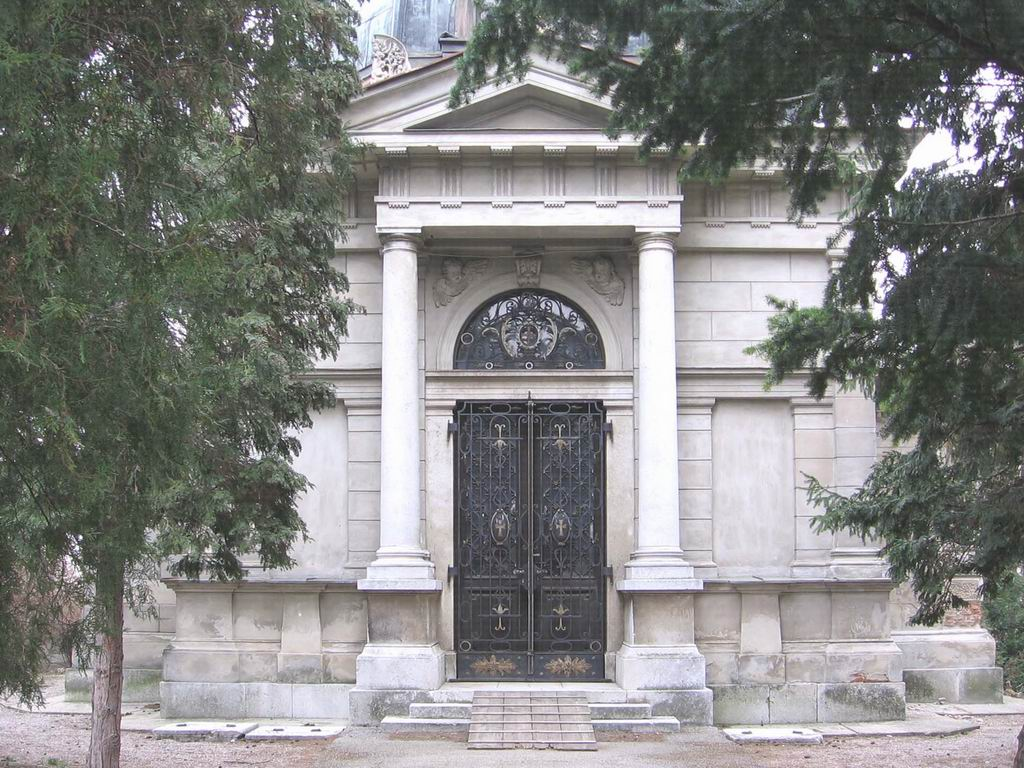
Mausoleum der Familie Chotek in Unterkrupa.

- Mausoleum der Familie Chotek in Unterkrupa.Vadászat az alföldi havasokban ["Jagen in der Walachei"] (1858)
- Fókavadászat ["Die Jagd auf Robben/Seehunde"] (1861)

Rudolf Chotek starb im Alter von 80 Jahren in Futtak. Seine sterblichen Überreste wurden nach Unterkrupa überführt, wo sie am 8. Dezember 1902 im Familienmausoleum der Choteks beigesetzt wurden.